# Matthaea sancta
Matthaea sancta är en tvåhjärtbladig växtart som beskrevs av Carl Ludwig von Blume. Matthaea sancta ingår i släktet Matthaea och familjen Monimiaceae. Inga underarter finns listade i Catalogue of Life.